# Us (песня Грэйси Абрамс)
«Us» (стилизовано как «us.») — песня американской певицы Грэйси Абрамс, записанная при участии автора-исполнителя Тейлор Свифт. Она вышла в качестве трека из второго студийного альбома The Secret of Us, вышедшего 21 июня 2024 года на лейбле Interscope Records. Песня была написана Абрам, Свифт и Аароном Десснером, а спродюсирована Абрамсом, Свифт, Десснером и Джеком Антоноффом.
Певицы впервые исполнили песню 23 июня 2024 года, во время третьей ночи тура на стадионе «Уэмбли» в Лондоне (Великобритания) и затем на третьем концерте в Торонто (Канада) 16 ноября 2024 года.

## История
Песня «Us» стала первой совместной работой Грэси Абрамс и Тейлор Свифт. Сотрудничество началось во время выступления Абрамс в качестве открывающей певицы Свифт на североамериканском этапе её тура Eras Tour в 2023 году. 23 июня 2024 года, во время третьей ночи тура на стадионе «Уэмбли» в Лондоне (Великобритания), они исполнили песню вместе в рамках акустического сета шоу, где Абрамс играла на фортепиано, а Свифт — на гитаре. Абрамс часто упоминала Свифт в качестве основного влияния на свою музыку. Опыт гастролей со Свифт значительно повлиял на процесс написания Абрамс её нового альбома.
Песня была написана и спродюсирована в соавторстве с Аароном Десснером и Джеком Антоноффом, с которыми она давно сотрудничает. В работе над треком также приняли участие Роб Мус, Лора Сиск, Джеймс МакАлистер и Джонатан Лоу.
Во время работы над треком «Us» в квартире Свифт случайно загорелась свеча, которую они вместе потушили. Этот инцидент был запечатлён на видео, которым поделилась Абрамс. В итоге трек был записан в студии Десснера Long Pond Studios в Гудзон Вэлли, Нью-Йорк.
Певицы впервые исполнили песню 23 июня 2024 года, во время третьей ночи тура на стадионе «Уэмбли» в Лондоне (Великобритания) и затем на третьем концерте в Торонто (Канада) 16 ноября 2024 года.

## Композиция
«Us» — это фолк-поп песня с интроспективной лирикой и мягким, акустическим исполнением. В песне затрагиваются темы любви, разбитого сердца и личностного роста.
Лирика носит рефлексивный характер, затрагивая сложности прошлых отношений и затянувшиеся чувства потери и тоски.
В музыкальном плане трек включает в себя сочетание гитары, тонких струнных и нежного фортепиано — элементы, характерные для продюсерского стиля Аарона Десснера.
Аарон Десснер сыграл на нескольких инструментах, включая акустическую гитару, электрогитару, мандолину, фортепиано, синтезатор, барабанное программирование и меллотрон. Джек Антонофф сыграл на виолончели, ударных, акустической гитаре, электрогитаре, перкуссии, синтезаторе и программировании. Роб Мус добавил многослойности своим исполнением на альте и скрипке.

## Отзывы
После выхода песня «Us» получила положительные отзывы музыкальных критиков. Rolling Stone назвал трек одним из лучших в альбоме, отметив его «эмоциональный резонанс и великолепно созданные мелодии».
Billboard назвал трек «гимническим фолк-номером с отточенным поп-продакшеном». Nylon отметил, что их голоса «размышляют о прошлых отношениях и задаются вопросом, скучают ли их бывшие по связи так же сильно, как и они сами».
Критики также отметили продюсерскую работу Десснера и Антоноффа как ключевые элементы, усиливающие эмоциональное воздействие песни. The New York Times высоко оценила лирическую глубину песни, отметив, что размышляющая и интроспективная лирика находит отклик у слушателей.
В рецензии Variety издание назвало песню «пышной и интроспективной балладой», в которой эффективно сочетаются сильные стороны обоих артистов. Billboard отметил, что отточенное производство и гармоничный вокал делают песню одним из самых ярких треков в альбоме Абрамса.

## Награды и номинации
| Организация   | Год  | Категория                      | результат | Ссылка |
| ------------- | ---- | ------------------------------ | --------- | ------ |
| Grammy Awards | 2025 | Best Pop Duo/Group Performance | Ожидается | [ 17 ] |

## Коммерческий успех
После выхода песня «Us» быстро завоевала внимание на стриминговых платформах, став самой популярной песней из альбома The Secret of Us на Spotify в течение одного дня после релиза. Успех песни был также отмечен в статье Forbes, где подчёркивалось её немедленное влияние на чарты и значительные показатели потокового вещания.

## Чарты
| Чарт (2024)                         | Высшая позиция |
| ----------------------------------- | -------------- |
| Австралия (ARIA)                    | 25             |
| Канада (Billboard Canadian Hot 100) | 31             |
| Мир (Billboard Global 200)          | 34             |
| Ирландия (IRMA)                     | 35             |
| Новая Зеландия (Recorded Music NZ)  | 30             |
| Великобритания (UK Singles Chart)   | 37             |
| США (Billboard Hot 100)             | 36             |